# Acacia quinquenervia
Acacia quinquenervia är en ärtväxtart som beskrevs av Bruce R. Maslin. Acacia quinquenervia ingår i släktet akacior, och familjen ärtväxter. Inga underarter finns listade i Catalogue of Life.